# پرستبری، گلاسترشر
پرستبری (به انگلیسی: Prestbury) یک روستا و محله مدنی در بریتانیا است که در چلتنهام واقع شده‌است. پرستبری ۶٬۹۸۱ نفر جمعیت دارد.